# Estadio Guillermo Laza
El Estadio Guillermo Laza es un estadio ubicado en el barrio de Villa Soldati, en la ciudad de Buenos Aires, Argentina. Propiedad del Deportivo Riestra, fue inaugurado en 1993. El club disputa allí partidos de fútbol y futsal correspondientes a los torneos organizados por la Asociación del Fútbol Argentino.

## Historia
En 1979 Riestra consiguió comprar un predio de 2½ hectáreas para construir su complejo polideportivo, sito en Ana María Janer y Avenida Varela, distante apenas 20 cuadras de la plaza de Flores y en plena zona de influencia de la gente del club. La expropiación del estadio de Riestra por parte de la dictadura militar obligó a la dirigencia de la institución a alterar sus planes y dedicar el espacio a la construcción de un nuevo estadio. Tras varios años de construcción, el 20 de febrero de 1993 el estadio fue inaugurado, y bautizado en honor a un expresidente del club. En el partido inaugural Deportivo Riestra venció por 1-0 a Atlas. En el año 2009 Riestra logró cancelar enteramente la deuda hipotecaria sobre el estadio, lo cual representó un hito importante para la economía del club.
Entre 2012 y 2015 Deportivo Riestra materializó varias obras de infraestructura en el predio, estrenando una platea lindera al campo de juego, una cancha auxiliar y un estadio cubierto para la práctica del futsal.
Tras el ascenso a la Primera División en 2024, el club llevó adelante varias obras de infraestructura, entre las que se destaca la construcción de un palco con capacidad para 500 personas para albergar a la prensa y autoridades de los equipos visitantes. Por ello la Liga Profesional de Fútbol autorizó de manera provisoria al club a recibir en el estadio sus partidos como local, quedando pendiente el cumplimiento de los requisitos de aforo mínimo e iluminación.

## Instalaciones
El estadio cuenta con capacidad para 3000 espectadores, distribuida en dos tribunas populares, ubicadas detrás de los arcos, una platea con capacidad para 500 personas y un palco con idéntica capacidad, cada uno a un costado del campo de juego. En el sector de platea se encuentran también los vestuarios para los partidos del primer equipo, sala de conferencias de prensa y el sector de control antidopaje. El predio dispone también de una cancha auxiliar que alberga los juegos de las categorías inferiores, así como también el Estadio Héctor Salorio, espacio cubierto destinado a la práctica del futsal, con capacidad en sus gradas para 200 espectadores.

## Actividades
En la actualidad el Deportivo Riestra asigna al Guillermo Laza los partidos de local de su equipo profesional. Las divisiones juveniles e infantiles desarrollan en el predio no solamente sus partidos de local sino también sus entrenamientos regulares. La ubicación y buen estado del campo de juego han hecho también que el estadio fuera elegido por otros clubes en el pasado para ejercer su localía, como Deportivo Paraguayo, Yupanqui, Fénix y más recientemente Barracas Central en la Primera División. Asimismo el predio alberga los partidos de local de futsal, en este caso también de Primera como de inferiores.

## Ubicación
El estadio se encuentra ubicado en la intersección de la Avenida Varela con la calle Ana María Janer, en el barrio porteño de Villa Soldati. A pesar de ello es frecuentemente asociado al barrio de Flores por su vecindad con el Estadio Pedro Bidegain de San Lorenzo de Almagro y con la Villa 1-11-14. La sede social del Deportivo Riestra dista apenas 1 km del estadio.